# Larix decidua
Larix decidua, el alerce europeo o lárice, es una especie del género Larix, de la familia de las pináceas nativa de las montañas de Europa Central, en los Alpes y Cárpatos, con poblaciones disjuntas en las tierras bajas del norte de Polonia y sur de Lituania. El alerce es la única conífera europea que pierde sus agujas, mientras que las piceas, los pinos y abetos las conservan en invierno.
Es un árbol muy tolerante al frío, capaz de sobrevivir a temperaturas invernales por debajo de los -50 °C y se encuentra entre la línea límite arbórea en los Alpes, alcanzando altitudes de entre 1000 a 2000 m s. n. m. En las montañas donde el pastoreo había destruido la vegetación más grande que el césped alpino, el alerce vuelve poco a poco, y abre la vía a las demás coníferas. Se dice que es una especie pionera. A menudo, sobre las vertientes norte de las montañas mantiene sus raíces bajo la sombra, mientras que su follaje recibe el sol. Solo crece en terrenos bien drenados, evitando las tierras anegadas.

## Descripción
Conífera caducifolia de tamaño mediano a grande que alcanza entre 25 a 45 m de altura. El tronco puede llegar a medir 1 m de diámetro (excepcionalmente hasta 2 m y 55 m de altura). La copa es cónica en la primera etapa de su desarrollo ensanchándose con la edad: las ramas principales son erectas mientras que las laterales son a menudo pendulares. Los brotes son dimórficos, el crecimiento se encuentra dividido en brotes largos (entre 10 a 50 cm de largo) con varias yemas y cortos, de entre 1 a 2 mm de largo con una sola yema.
Las hojas son aciculares de hasta 3,5 cm de longitud, de color verde claro tornándose amarillo claro antes de la caída, en otoño. 
Los amentos surgen después de las hojas; los masculinos, de color amarillo, son pequeños y numerosos, mientras los femeninos, rojos y más grandes, se dan en menor número y se mantienen erectos sobre las ramas. Los conos, de 2 a 6 cm de largo, son erectos, de forma cónico-ovoide y están formados por unas 30 a 70 escamas erectas o ligeramente incurvadas. El color oscila entre el verde al rojizo cuando están inmaduros, volviéndose marrón al madurar, momento en el que liberan las semillas, de 4 a 6 meses después de la polinización. Estos conos ya sin semillas suelen permanecer en el árbol durante muchos años, volviéndose grisáceo-negruzcos. 

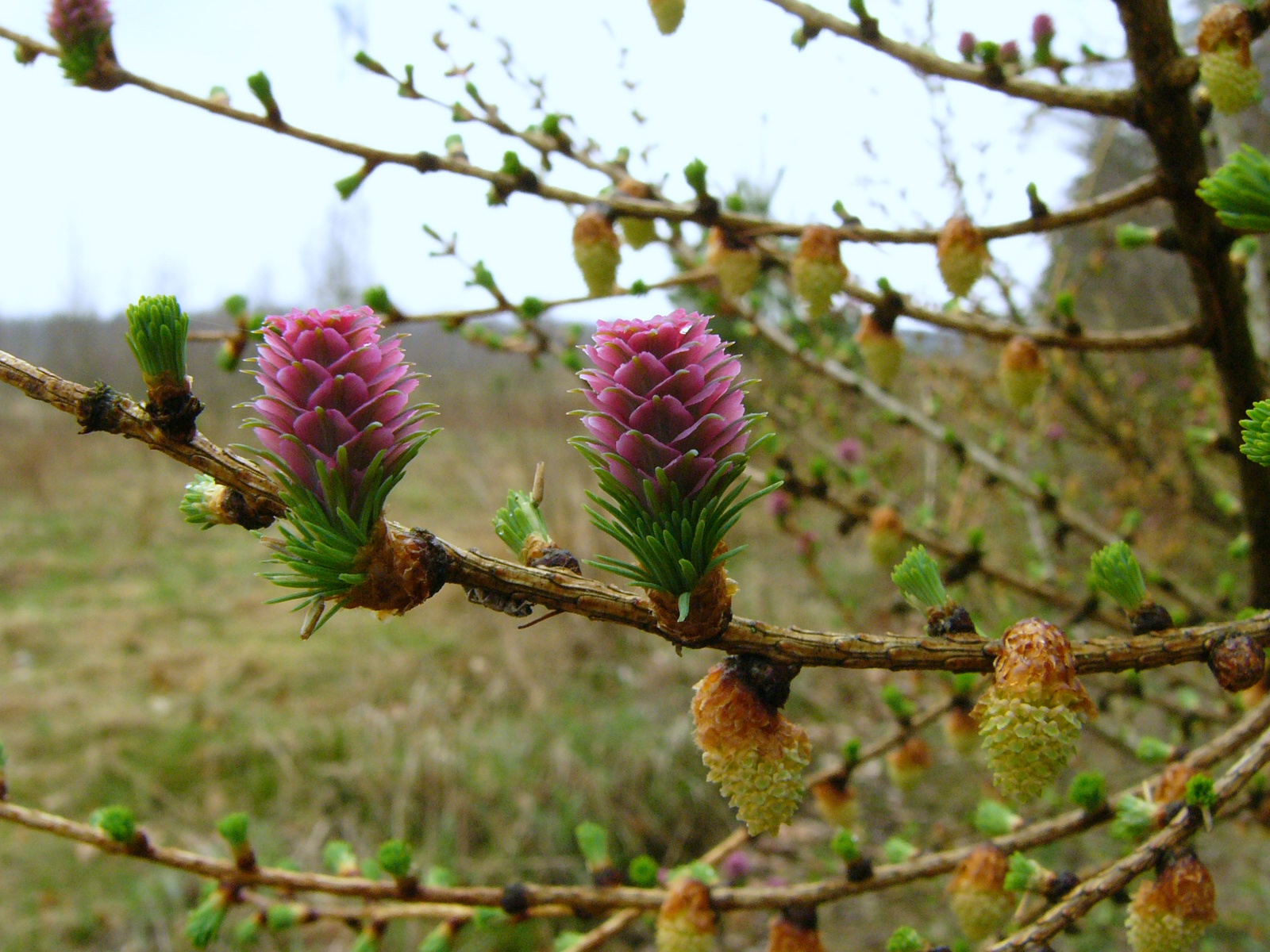
Amentos.

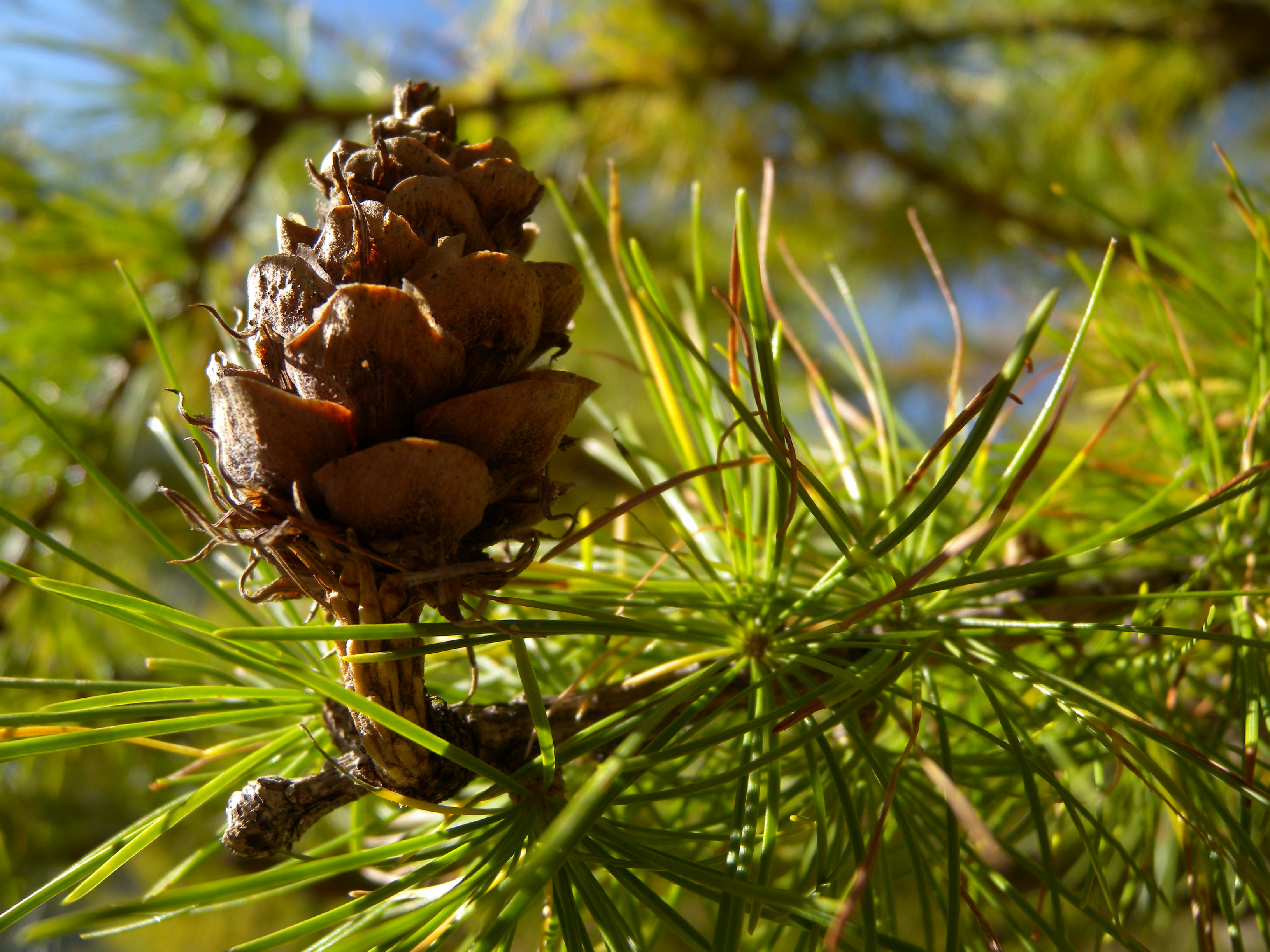
Las agujas del alerce son de color verde claro y los estróbilos quedan erectos.

## Usos

### Trementina y madera

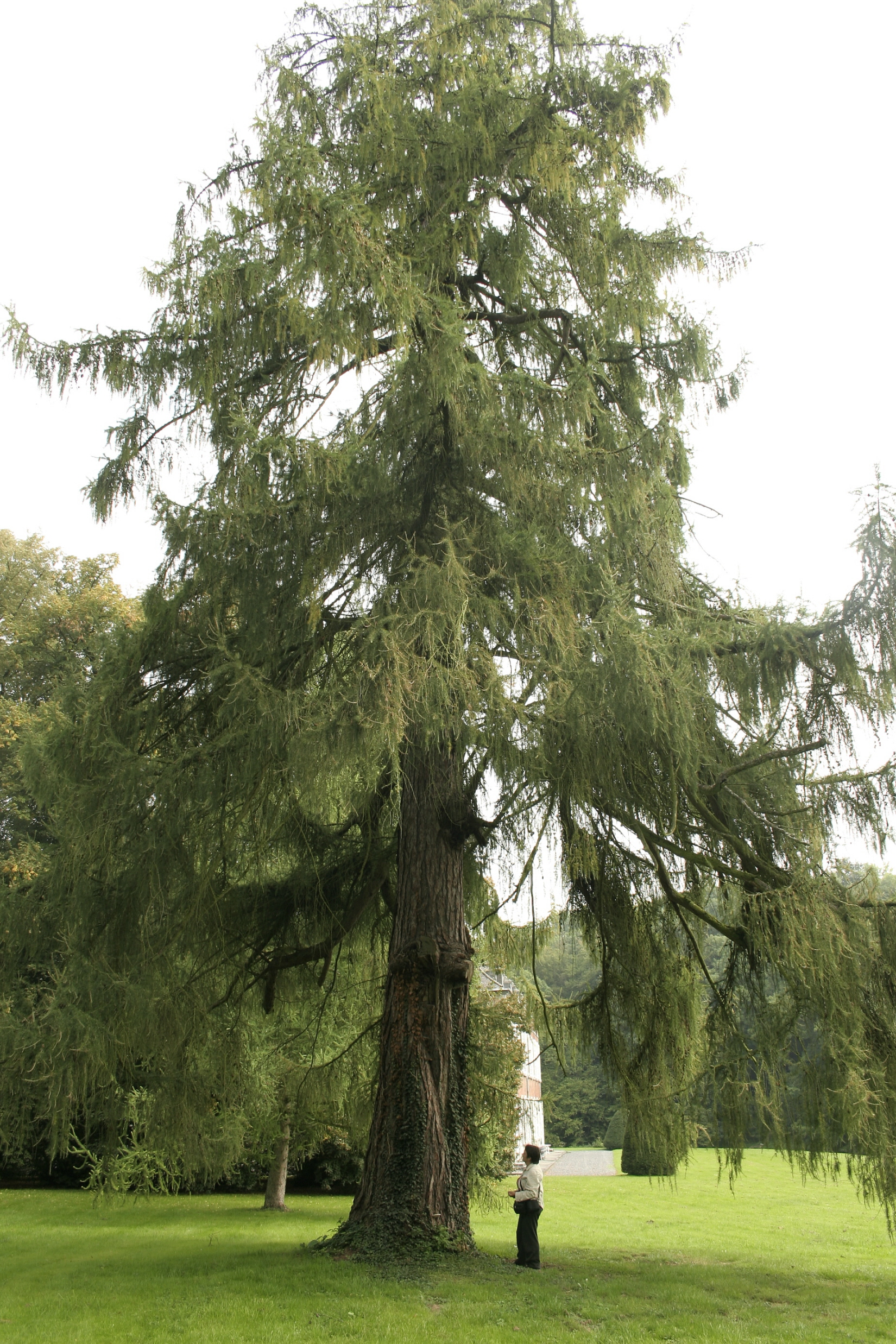
Alerce de 29 m (en 1986).

De la corteza de alerce resuda naturalmente la resina llamada trementina de alerce o trementina de Venecia, que se obtiene ordinariamente de los pies que han llegado casi a su perfecto desarrollo en los cuales se hacen, con taladros, agujeros oblicuos que no alcancen al centro del árbol o en los cuales se practican cortaduras. En estos agujeros o cortaduras se colocan goteras de madera destinadas a conducir la trementina, que fluye a unas artesas dispuestas al pie del árbol. El líquido resinoso obtenido se filtra por un tamiz de cuero para limpiarlo de lodos y cuerpos extraños. Se dice que un alerce, por espacio de cuarenta a cincuenta años, puede dar cada año por término medio unas ocho libras de trementina, pero la madera que procede de él no es buena para las construcciones. La cosecha dura del mes de mayo hasta últimos de septiembre.
La trementina de alerce es ordinariamente bastante líquida, clara, trasparente, de color amarillento, de olor débil a limón, de sabor caliente, acre y un poco amargo, y menos consistente que la de los abetos, a la cual sustituye a menudo engañosamente. Es enteramente soluble en alcohol, mientras que la de los abetos contiene una resina insoluble en él. Da en la destilación menos aceite esencial que la de los pinos y este aceite tiene un olor más débil, pero su colofonia es superior, sobre todo para los barnices. Mezclada con un tercio de su peso de sosa cáustica, se endurece y se purifica al instante, propiedad que le es peculiar.

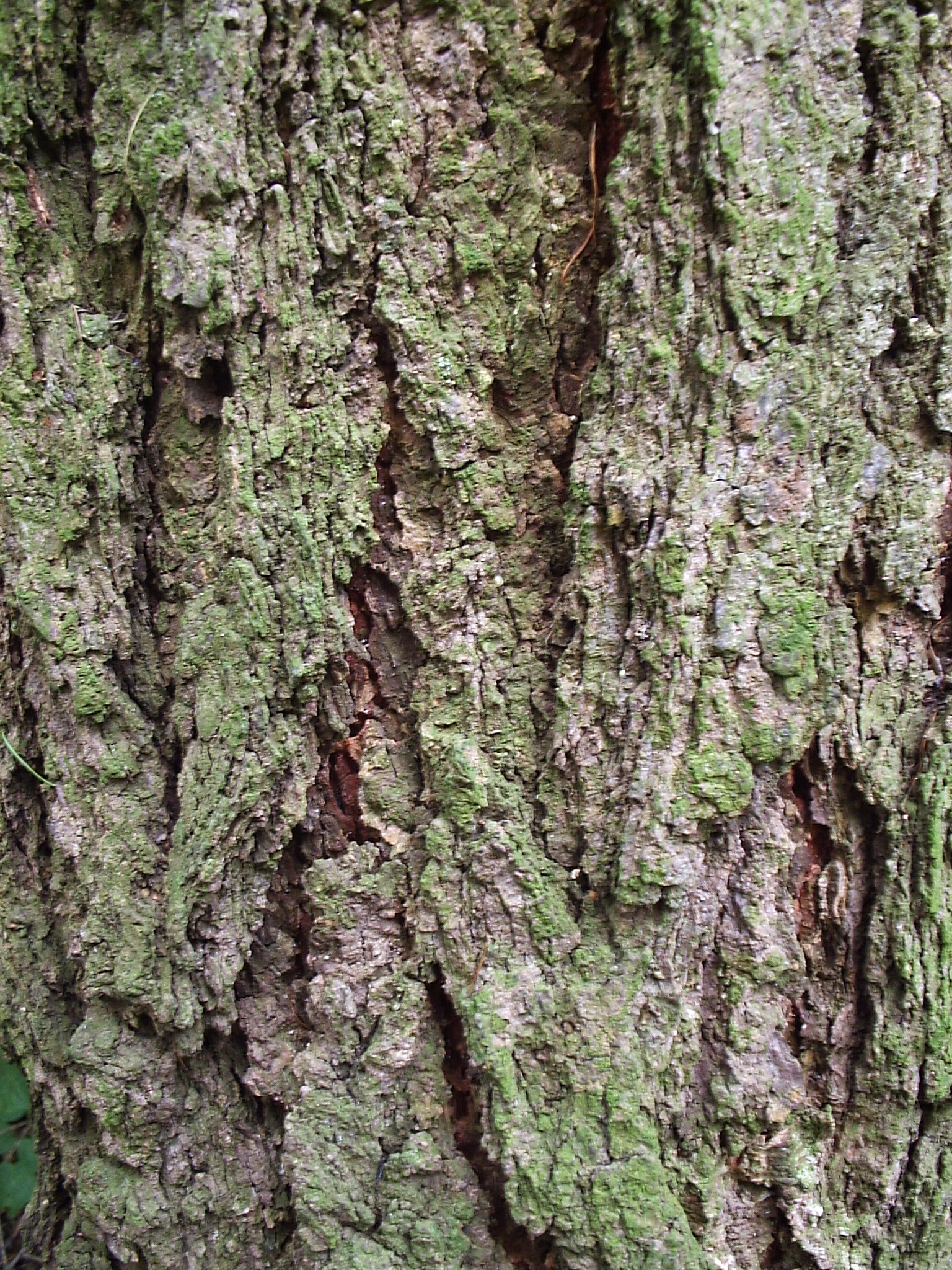
Corteza del alerce.

El nombre de trementina de Venecia, que vulgarmente se da a la resina de alerce, procede del gran comercio que antiguamente se hacía de ella en esta ciudad. Esta resina tiene usos bastante numerosos en las artes.
En medicina, se ha empleado como estimulante y ha entrado en la composición de varios ungüentos, emplastos y otros productos farmacéuticos. Se acaba de ver que en un mismo árbol, a diferentes épocas y por el trabajo de la vegetación, se forman cuerpos azucarados, gomosos y resinosos. Sobre el tronco del alerce se cría el agárico blanco, que en otro tiempo gozó de gran reputación como purgante. La corteza de alerce, cogida en los pies nuevos, es utilizada para curtir pieles y obtener una tintura negra.
Esta madera es rojiza, sobre todo en el corazón, cuando se ha formado en lugares fríos y altos, y es amarillenta en los pies que se han criado en buenos fondos. Es dura, impregnada de resina que la hace casi incorruptible o que por lo menos le permite resistir la acción de los agentes atmosféricos y de la humedad mucho más que la de todas las otras abietineas. Es de textura muy fina, colorada con zonas oscuras y sus capas concéntricas pueden contarse fácilmente. No está expuesta a henderse y raras veces la atacan los insectos. Por estos motivos esta madera tiene un valor superior para la construcción, sea de las armaduras que reúnen mucha solidez a una larga duración y a una ligereza bastante grande, sea de las naves en las cuales el alerce era considerado en Venecia y en Rusia como preferible al roble.
En la Carniola, en Suiza, en Alta Saboya y en los departamentos del sudeste de Francia, en donde es abundante el alerce, se han construido casas de su madera, poniendo los unos sobre los otros troncos cuadrados de cerca de un pie de lado, acoplados en los ángulos. Estas casas son blancas recién construidas, pero pasados dos o tres años toman un tinte pardo muy agradable. Además, la resina, resudando en la superficie de la madera de estos troncos sobrepuestos, cierra todas las junturas y se extiende en una capa semejante a un barniz lustroso y pulido que hace el todo absolutamente impermeable al agua y al aire, pero a la vez muy inflamable. Empleada en las construcciones sumergidas, la madera de alerce se conserva casi por un tiempo indefinido y adquiere una dureza muy grande. Aserrada en tablas es muy adecuada para las obras de carpintería, pero está sujeta a alabearse cuando se emplea antes de su perfecta desecación. Para evitar este inconveniente, se ha recomendado sumergirla en el agua durante un año y dejarla después al aire durante otro año antes de aserrarla. En Suiza, y en algunas partes de Alemania, se confeccionan de madera de alerce toneles y barriles que conservan perfectamente el vino.

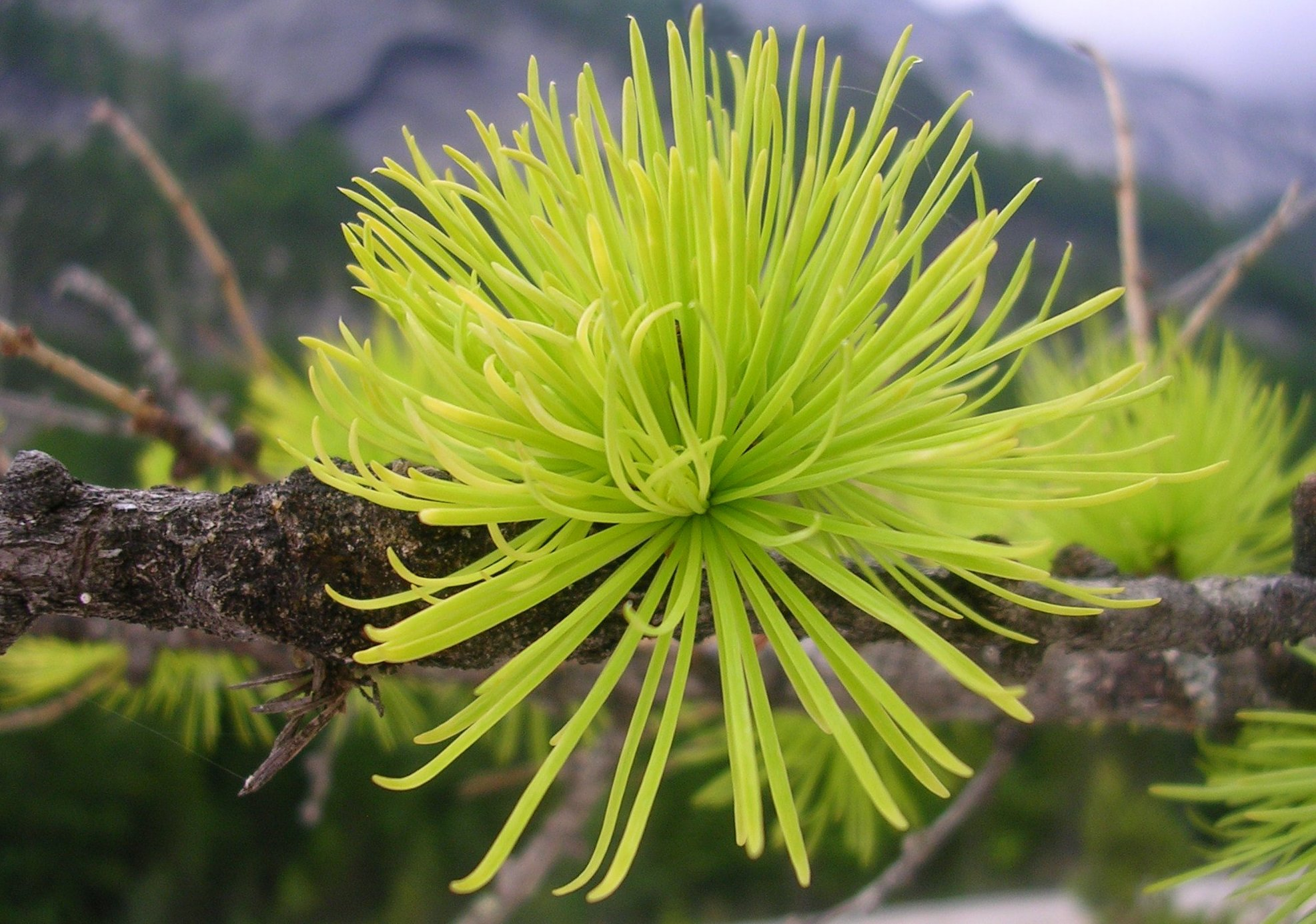
Hojas.

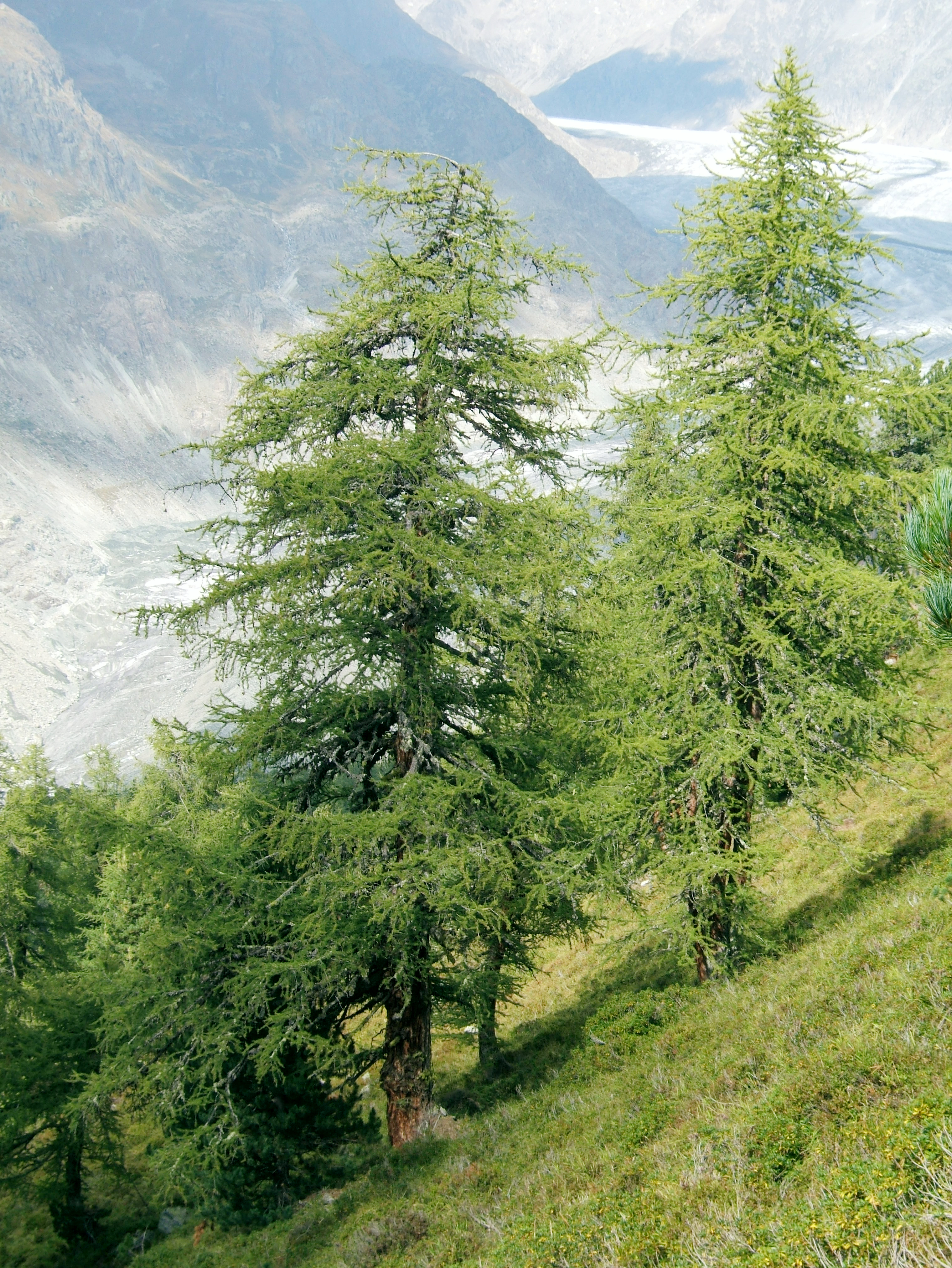
En su hábitat.

## Taxonomía
Larix decidua fue descrito por Philip Miller y publicado en The Gardeners Dictionary ...Abridged...fourth edition no. 2. 1754.
Etimología
Larix: nombre genérico que proviene del término latíno larix que significa "alerce, lárice".
decidua: epíteto latíno que significa "caducifolia".
Variedades
- Larix decidua var. carpatica Domin
- Larix decidua var. polonica (Racib. ex Wóycicki) Ostenf. & Syrach

Sinonimia
- Abies larix Poir.
- Abies larix var. pendula (P.Lawson) Lindl. & Gordon
- Larix caducifolia Gilib.
- Larix communis Lindl.
- Larix europaea DC.
- Larix excelsa Link
- Larix gracilis A.Dietr.
- Larix larix (L.) H.Karst.
- Larix pyramidalis Salisb.
- Larix sudetica Domin
- Larix vulgaris Fisch. ex Spach
- Peuce larix (L.) Rich.
- Pinus laeta Salisb.
- Pinus larix L.
- Pinus larix var. europaea Pall.
- Pinus larix var. pendula (P.Lawson) Endl.[5]

var. carpatica Domin
- Larix carpatica (Domin) Domin
- Larix decidua subsp. carpatica (Domin) Silba

var. polonica (Racib. ex Wóycicki) Ostenf. & Syrach
- Larix decidua subsp. polonica (Racib. ex Wóycicki) Domin
- Larix polonica Racib. ex Wóycicki

## Nombres comunes
- alerce, alerce común, alerce caduco, alerce de Europa, alerce de los Alpes, alerce europeo, lárice.[6]
- alerce blanco, alerce de Siberia, alerce europeo, alerce rojo, lárice europeo.[7]